# Libor Sovadina
Libor Sovadina (* 2. listopadu 1964 Náchod, Československo) je bývalý československý házenkář, pravé křídlo nebo spojka.
S týmem Československa hrál na letních olympijských hrách v Soulu v roce 1988, kde tým skončil na 6. místě. Nastoupil v 6 utkáních a dal 25 gólů. Reprezentoval na mistrovstvích světa 1986, 1990 a 1993. Na klubové úrovni hrál za TJ Náchod (1983–1984), Škodu Plzeň (1984–1986) a Duklu Praha (1986–1990). V letech 1990–1995 působil v německé bundeslize. V roce 1990 byl vyhlášen nejlepším házenkářem Československa.